# Acanthocnema glaucescens
Acanthocnema glaucescens är en tvåvingeart som först beskrevs av Friedrich Hermann Loew 1864.  Acanthocnema glaucescens ingår i släktet Acanthocnema och familjen kolvflugor. Enligt den svenska rödlistan är arten otillräckligt studerad i Sverige. Arten förekommer i Nedre Norrland. Artens livsmiljö är sjöar och vattendrag, våtmarker. Inga underarter finns listade i Catalogue of Life.